# Quintus Flavius Tertullus

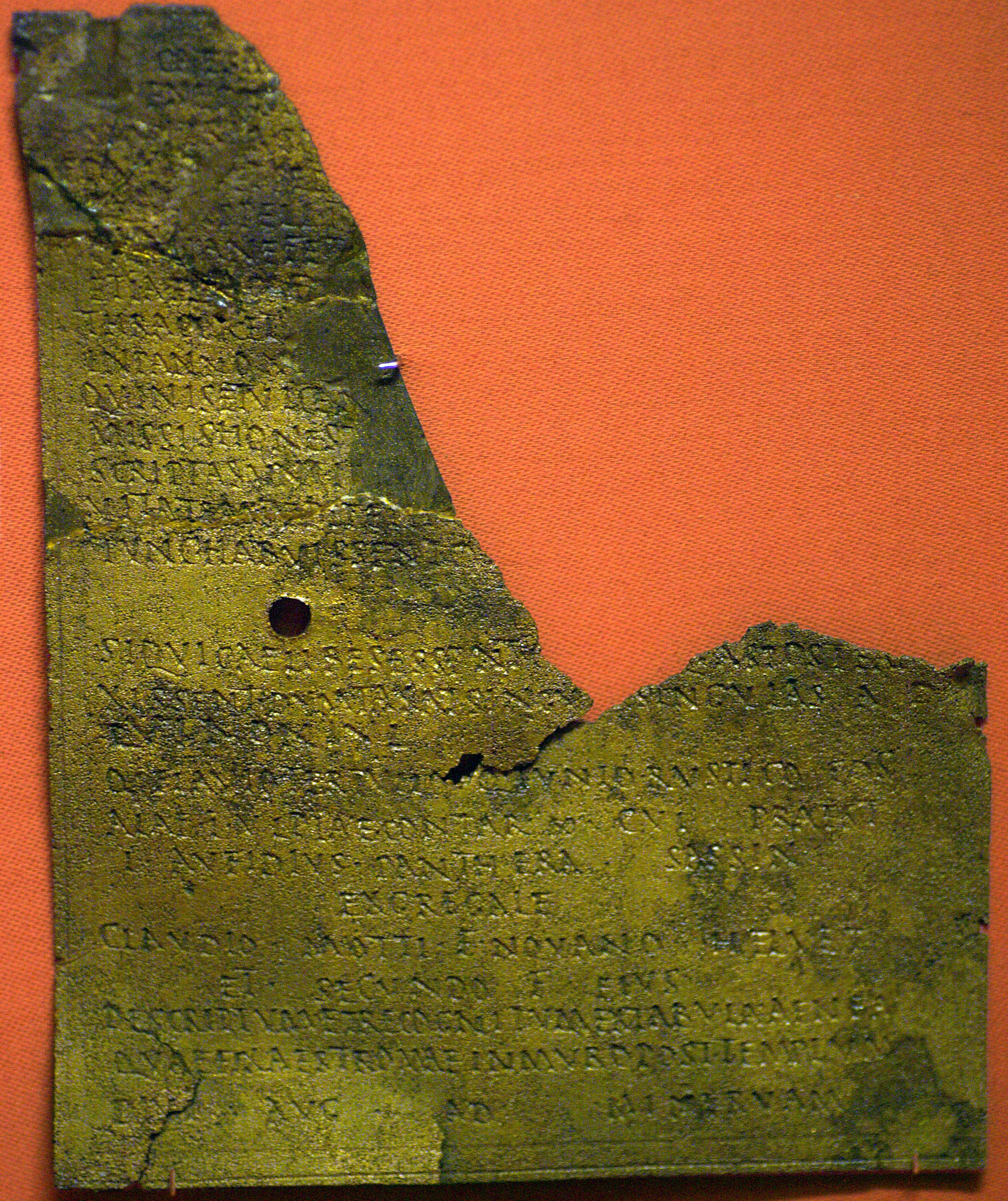
Un diplôme militaire du 133

Quintus Flavius Tertullus est un homme politique romain vivant au IIe siècle .

## Biographie
Un diplôme militaire romain daté du  2 juillet 133 atteste que Quintus Flavius Tertullus est  consul suffect avec Quintus Junius Rusticus ; les deux ont vraisemblablement occupé ce poste du 1er juillet au 30 septembre 133. Le duo de consuls est également répertorié dans une inscription. Un autre diplôme atteste qu'il est gouverneur (proconsul) en 148  de la province de l' Asie.